# Open Tree of Life
Open Tree of Life je spletno filogenetsko drevo življenja – skupinski projekt, ki ga financira Nacionalna znanstvena fundacija. Prva različica, ki je vključevala 2,3 milijona vrst, je bila objavljena septembra 2015. Interaktivni graf uporabniku omogoča povečavo taksonomskih klasifikacij, filogenetskih dreves in informacij o vozlišču. S klikom na posamezno vrsto se prikažeta njen izvor in referenčna taksonomija.

## Pristop
Projekt uporablja pristop superdrevesa za generiranje enotnega filogenetskega drevesa (dostopnega na tree.opentreeoflife.org), ki temelji na celoviti taksonomiji in izbranem naboru objavljenih filogenetskih ocen.
Taksonomija je kombinacija več obsežnih klasifikacij, ki so jih izdelali drugi projekti; ustvarjena je z uporabo programskega orodja, imenovanega »smasher«.  Nastala taksonomija se imenuje Open Tree Taxonomy (OTT) in jo je mogoče pregledovati na spletu.

## Zgodovina
Projekt se je začel junija 2012 s triletno finančno podporo ameriške NSF za raziskovalce na desetih univerzah. Leta 2015 je bila raziskovalcem na treh institucijah podeljena dodatna dvoletna podpora.